# 西九龍走廊
西九龍走廊（英語：West Kowloon Corridor）及西九龍走廊西（英語：West Kowloon Corridor West），是連接香港九龍油麻地至荔枝角的主幹道，屬香港5號幹線的一部份。西九龍走廊長約3750米，連接旺角渡船街及荔枝角荔枝角道。西九龍走廊西則長約1280米，連接渡船街北行線及西九龍走廊北行線。「西九龍走廊」一名一直為香港人所用，但直至2007年4月27日及9月21日，香港政府才把這道路的名稱正式刊憲。
多條來往新界西（元朗、屯門、荃灣、葵涌）至九龍南（旺角、佐敦）或港島的紅色公共小巴線，均途經西九龍走廊，跳過長沙灣及深水埗，以節省行經原有荔枝角道和長沙灣道路線所造成的塞車時間，使車程大大少於大部份專利巴士線。此外為減低行經西九龍走廊往來海底隧道及土瓜灣的車輛噪音，政府已在油麻地部分架設隔音板，並將大角咀道上方架空天橋最靠近民居的左線劃為路肩。

## 歷史
西九龍走廊分為四期興建：
- 第一期建於1977年，是1.3公里的雙線雙程行車天橋（加士居道天橋），曾經穿越已經拆卸的油麻地停車場大廈，連接加士居道和渡船街，中間只以反光柱分隔，為香港最擠塞的公路之一，往往從早上至晚上時間都出現擠塞。
- 第二期建於1982年，其特色為分兩條行車天橋，主要部分位於通州街之上，另有架空於大角咀道（包括西九龍走廊西）的北行線及塘尾道之上的南行線，接駁渡船街與欽州街。而葛量洪夫人新村則因為興建此期而拆卸。
- 第三期建於1987年，位於通州街之上，於荔枝角道近長沙灣警署結束，是欽州街與荔枝角道之間的行車天橋。
- 第四期渡船街天橋要到1997年配合西九龍公路而落成，連接第一期和第二期的天橋。

第四期渡船街天橋及第二期的大角咀道天橋已改名為西九龍走廊西（英語：West Kowloon Corridor West）。而西九龍走廊西行線的欽州街出口（第二期落成時的北行出口）曾經通往深水埗，服務深水埗碼頭和南昌邨一帶，於1998年封閉以興建富昌邨，但富昌邨興建後出口天橋被廢棄，東行線（第二期落成時的南行入口）則可以經通州街進入西九龍走廊前往旺角。

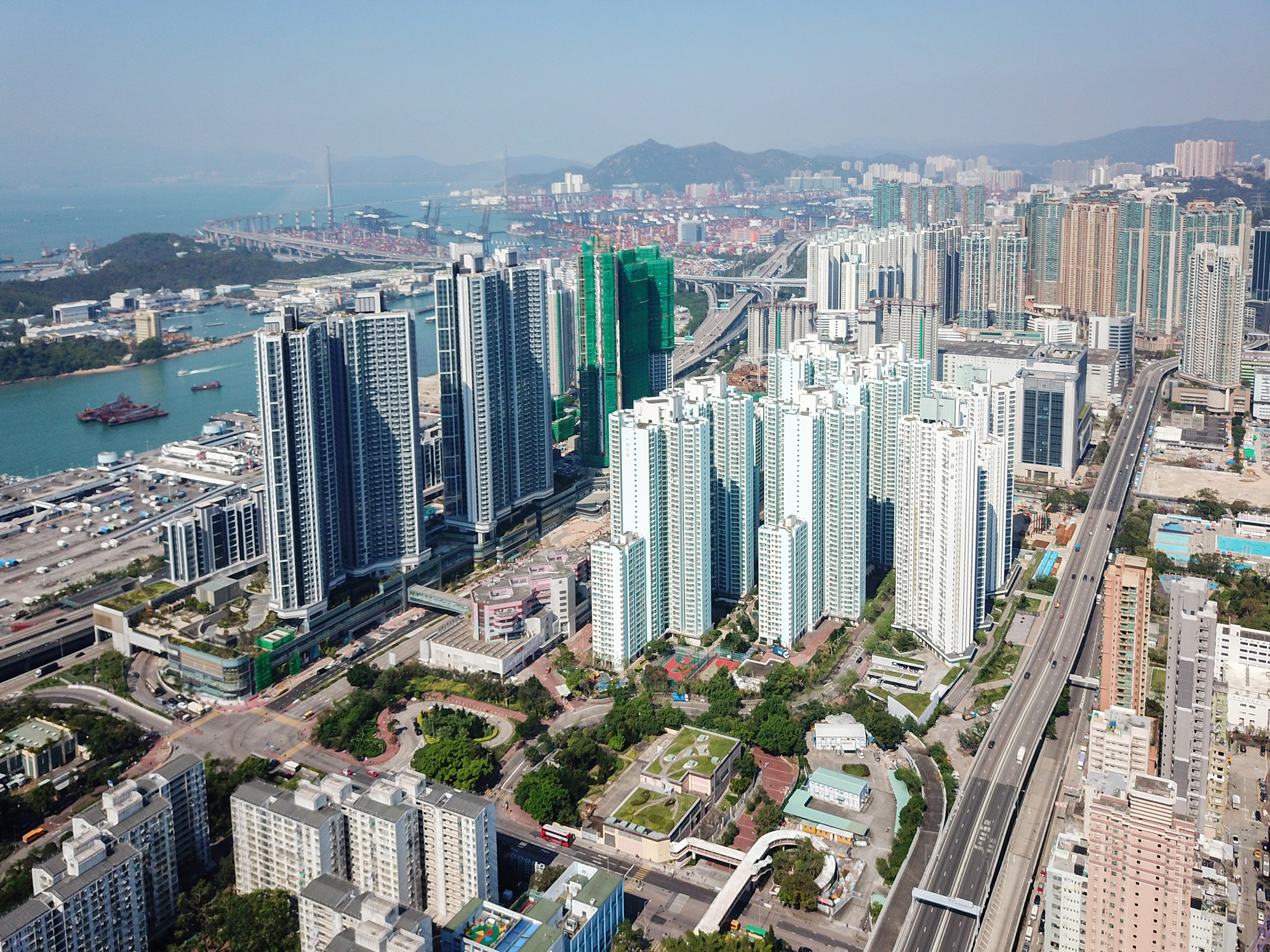
右下方的掘頭路為已廢棄的欽州街出口，現已拆卸。

## 出口
| 西九龍走廊/西九龍走廊西         | 西九龍走廊/西九龍走廊西 | 西九龍走廊/西九龍走廊西     |
| ------------------------------- | ----------------------- | --------------------------- |
| 西行（荃灣方向）                | 出口編號                | 東行（觀塘方向）            |
| 連接荔枝角道                    |                         |                             |
| 西九龍走廊終點                  |                         | 西九龍走廊起點              |
| 深水埗、長沙灣 連接欽州街       | 8A                      | 不適用                      |
| 西九龍走廊起點 西九龍走廊西終點 |                         |                             |
| 不適用                          | 7C                      | 旺角 連接詩歌舞街、太子道西 |
| 不適用                          | 7B                      | 油麻地 連接塘尾道           |
| 西九龍走廊西起點                |                         | 西九龍走廊終點              |
| 連接渡船街天橋、渡船街          |                         |                             |

## 未來發展
路政署於2006年公佈計劃興建中九龍幹線時，建議同步將加士居道天橋擴闊至四線雙程改善擠塞情況；不過2013年刊憲時已經作出修改，只是於走線上有所變動（在北面興建新的天橋），維持兩線分隔來回並加建隔音屏障，最新方案進一步將加士居道天橋至彌敦道一段由加建半密閉式隔音罩改為加建密封式隔音罩。為配合中九龍幹線工程，舊有加士居道天橋、油麻地停車場大廈及九龍政府合署將會拆卸，第一期清拆期間，會先拆卸停車場大廈7至10樓及北面大樓，然後在北面隨即興建新天橋，現有交通改道至新天橋後，餘下的停車場大廈南面大樓才會繼續拆卸並重置舊有加士居道天橋。
渡船街天橋於舊油麻地警署外面曾經設有預留位置（凸出的部份加入種植樹木的花槽及在與東行行車線之間的餘下空間鋪設石春路面），根據原有設計將會改建成隧道入口讓西九龍走廊的車輛進入將會在地底經過的中九龍幹線，不過興建此隧道入口需要拆卸警署。後來因為社會迴響甚大，政府決定修改計劃保留原有油麻地警署的舊翼和大部分新翼建築物，該預留位置最終直接用作擴闊加士居道天橋。受制於新方案需要將舊警署新翼主建築物整棟保留，新建的東行天橋只能接駁原有預留位置內側大概三分之二的範圍，在新翼另一邊才稍微重新向外擴闊。餘下的外側空間將會維持凸出，最新的密封式隔音罩設計亦因此在這個位置設有缺口。

### 引用
1. 1 2 3 4 5  香港特別行政區政府,  (PDF), 憲報 11 (17), 2007年4月27日, 11 (17)  [2014年3月3日], （原始内容存档 (PDF)于2014年3月3日） （中文）
2. 1 2 3 4 5  香港特別行政區政府,  (PDF), 憲報 11 (38), 2007年9月21日, 11 (38)  [2014年3月3日], （原始内容存档 (PDF)于2014年3月3日） （中文）
3. ↑  .   [2019-03-03]. （原始内容存档于2019-03-06）.
4. ↑  .   [2016-10-19]. （原始内容存档于2016-09-21）.
5. ↑  .   [2016-10-19]. （原始内容存档于2016-10-26）.
6. ↑  .   [2016-10-19]. （原始内容存档于2016-10-19）.
7. ↑  .   [2016-10-19]. （原始内容存档于2016-10-29）.
8. ↑  .   [2016-10-19]. （原始内容存档于2016-09-22）.
9. ↑  .   [2016-10-19]. （原始内容存档于2016-10-19）.
10. ↑  .   [2016-10-19]. （原始内容存档于2016-09-03）.
11. ↑  .   [2016-10-19]. （原始内容存档于2017-01-12）.
12. ↑  .   [2016-10-19]. （原始内容存档于2016-10-19）.
13. ↑  .   [2016-10-19]. （原始内容存档于2017-01-10）.
14. ↑  .   [2016-10-19]. （原始内容存档于2016-09-21）.
15. ↑  .   [2016-10-19]. （原始内容存档于2017-03-10）.
16. ↑  .   [2016-10-19]. （原始内容存档于2017-01-15）.
17. ↑  .   [2016-10-19]. （原始内容存档于2017-03-05）.
18. ↑  .   [2016-10-19]. （原始内容存档于2016-09-20）.
19. ↑  .   [2016-10-19]. （原始内容存档于2018-07-03）.
20. ↑  .   [2016-10-19]. （原始内容存档于2016-09-20）.
21. ↑  .   [2016-10-19]. （原始内容存档于2020-04-05）.
22. ↑  .   [2016-10-19]. （原始内容存档于2016-09-21）.
23. ↑  .   [2016-10-19]. （原始内容存档于2016-12-29）.
24. ↑  .   [2016-10-19]. （原始内容存档于2017-01-28）.
25. ↑  .   [2016-10-19]. （原始内容存档于2016-10-02）.
26. ↑  .   [2016-10-19]. （原始内容存档于2017-01-08）.
27. ↑  .   [2016-10-19]. （原始内容存档于2017-03-05）.
28. ↑   (PDF). 油尖旺區議會. 2022-03  [2023-10-29]. （原始内容存档 (PDF)于2023-11-28） （中文）.
29. ↑  . 香港政府新聞網.   [2021-06-08]. （原始内容存档于2021-06-08）.
30. ↑  . 路政署.   [2025-03-16].
31. ↑  . 香港01.   [2025-03-16].

## 外部連結
- 香港巴士大典上的相关条目：西九龍走廊
- 香港道路大典上的相关条目：西九龍走廊

| 论 编 | 香港5號幹線 |  |
| |             |  |
| 啓福道 – 啟德隧道 – 東九龍走廊 – 漆咸道北 – 漆咸道南 – 加士居道天橋 – 渡船街天橋 – 西九龍走廊及西九龍走廊西 – 荔枝角道 – 葵涌道（包括荔枝角大橋） – 荃灣路 |             |  |
| |             |  |